# Calopteryx dimidiata
Calopteryx dimidiata là loài chuồn chuồn trong họ Calopterygidae. Loài này được Burmeister mô tả khoa học lần đầu tiên năm 1839.